# Dexia rhodesia
Dexia rhodesia är en tvåvingeart som först beskrevs av Charles Howard Curran 1941.  Dexia rhodesia ingår i släktet Dexia och familjen parasitflugor. Inga underarter finns listade i Catalogue of Life.